# 기묘적시광지려
《기묘적시광지려》(奇妙的时光之旅)는 2016년 방송되었던 중국의 드라마이다.

## 소개
- 사진을 찍으면 10분간 10년 전으로 돌아갈 수 있는 카메라를 발견하게 되면서 벌어지는 이야기

## 등장 인물
- 자나이량 - 한뤄페이 역
- 쉬루 - 쑹챠오챠오 역
- 린신루 - 쉬에지아시에 역
- 김성주 - 팡전동 역
- 왕우 (王雨) - 두카이 역
- 오양 (吳恙) - 쉬차오 역
- 호령맹 (胡龄萌) - 뤄라 역